# جرج والد
جرج والد (انگلیسی: George Wald؛ زاده ۱۸ نوامبر ۱۹۰۶ درگذشته ۱۲ آوریل ۱۹۹۷) متخصص آمریکایی بیوشیمی. جایزهٔ نوبل پزشکی ۱۹۶۷ را مشترکاً با راگنار گرانیت و کفر هارتلاین به‌سبب تحقیق در زمینهٔ فیزیولوژی و شیمیِ دید به‌دست‌آورد.
نقش رنگدانهٔ شبکیه‌ای رودوپسین را در دید شبانه کشف و بعدها نیز رنگدانه‌های سه رنگ اصلی را شناسایی کرد. در نیویورک زاده شد و در آن‌جا درس خواند. خدمت علمی خود را از ۱۹۳۵ در هاروارد آغاز کرد و در ۱۹۴۸، استاد بیولوژی شد. در دهه ۱۹۷۰، نقش آمریکا را در جنگ ویتنام تقبیح کرد و در این زمینه به سخنرانی پرداخت. در ۱۹۳۳، با مطالعهٔ رودوپسین که در میله‌های رتینا (گیرنده‌های نور پایین) یافت می‌شوند، کشف کرد که این ماده دارای پروتئین بی‌رنگ اُپسین است که به رتینال، ترکیب کاروتنوئیدی زردرنگی که آلدئید ویتامین آ است، متصل است. بر اثر برخورد نور، مولکول‌های رودوپسین به این دو ترکیب، یعنی اپسین و رتینال، شکافته می‌شوند و پس از آن، آنزیم الکلی دهیدروژناز رتینال را احیا می‌کند و به تولید ویتامین آ منجر می‌شود. در تاریکی، فرایند برعکس است، ولی پس از مدتی، تعدادی از رتینال‌ها حذف می‌شوند. لازم است این کمبود نیز با ویتامین آ جبران شود. در صورتی که ذخیرهٔ بدن کافی نباشد، این امر منجر به شب‌کوریمی‌شود. والد در دههٔ ۱۹۵۰ دریافت که رنگدانه‌های رتینال نور سبز، زرد، و قرمز را آشکار می‌کنند. چند سال بعد نیز رنگدانهٔ نور آبی را کشف کرد. همهٔ این رنگدانه‌ها به ویتامین آ وابسته‌اند. او در دهه ۱۹۶۰ ثابت کرد که عدم حضور یک یا چند رنگدانه از این دست منجر به کوررنگی می‌شود.